# Shady Side
Shady Side é uma Região censo-designada localizada no estado americano de Maryland, no Condado de Anne Arundel.

## Demografia
Segundo o censo americano de 2000, a sua população era de 5559 habitantes.

## Geografia
De acordo com o United States Census Bureau tem uma área de
20,5 km², dos quais 19,0 km² cobertos por terra e 1,5 km² cobertos por água.

## Localidades na vizinhança
O diagrama seguinte representa as localidades num raio de 12 km ao redor de Shady Side.